# Johann Gottlieb Benjamin Siegert
Johann Gottlieb Benjamin Siegert (Grosswalditz, 22 de noviembre de 1796 - Ciudad Bolívar, 13 de septiembre de 1870) fue  médico graduado en Hamburgo que estuvo al servicio del Libertador Simón Bolívar durante la Guerra de la Independencia de Venezuela, en calidad de cirujano general del ejército. Sus restos reposan en Ciudad Bolívar, nombre que se le dio a la antigua ciudad de Angostura en 1846.
Médico cirujano y empresario. Hijo de Johann Christoph Siegert y Ann Regina Richter. Graduado en la Universidad de Berlín, es nombrado cirujano en el Real Hospital Prusiano Provincial de Magdeburgo (1815). Como médico traumatólogo del batallón de Cazadores de Magdeburgo, participa en la campaña contra Napoleón Bonaparte que culmina con la batalla de Waterloo (18 de junio de 1815).
Desmovilizado, retorna al ejercicio de su profesión. Contratado por Luis López Méndez, agente venezolano en Londres, Siegert llega a Angostura el 1 de agosto de 1819 con el nombramiento de cirujano de regimiento en el Ejército venezolano. Médico mayor y traumatólogo del Hospital Militar de Angostura (1820), asume la dirección médico-quirúrgica de los hospitales militares de Guayana (1820-1846).
Sus investigaciones en el campo de las hierbas aromáticas lo llevan a crear, en 1824, el llamado amargo de Angostura preparación a base de genciana combinada con diferentes especias vegetales, cuya finalidad original era la de curar el mareo. En 1827 contrajo matrimonio con María del Pilar Araujo. Enviuda y en 1830 contrae nuevamente matrimonio con Bonifacia Gómez. Fundador de la Farmacia Municipal de Angostura (1828), así como de la Medicatura y Hospital Civil de esa localidad, Siegert revalida su título médico en la Universidad Central de Venezuela (3 de mayo de 1838) y es designado médico cirujano de los Ejércitos de la República con el grado de coronel por el presidente José Tadeo Monagas (1848).
Retirado del ejercicio profesional (1858), se dedica junto con sus hijos, a través de la firma J.G.B. Siegert & Sons, a la fabricación y comercialización de su «amargo de Angostura», el cual pronto alcanza notoriedad mundial. En 1870 Siegert fallece en la Ciudad Bolívar.
En 1875 la familia se mudó a Puerto España (Trinidad y Tobago) donde siguió fabricando el Amargo de Angostura, preservando su nombre para mantener el origen venezolano de la mayoría de sus insumos hasta la fecha, así como también la peculiar etiqueta en cuatro idiomas y firma de su inventor.